# Tour et Taxis
Pour la famille qui a donné son nom au site, voir Maison de Tour et Taxis.
Tour et Taxis (en néerlandais : Thurn en Taxis) est un ancien et vaste site industriel bruxellois. Composé d'entrepôts et des bureaux entourant une gare de marchandises abritée sous une vaste halle, le site a été désaffecté puis partiellement restauré pour accueillir des entreprises et de grandes manifestations culturelles. Il est situé le long du canal de Bruxelles, à quelques minutes à peine du centre de la capitale, sur le territoire de la commune de Bruxelles-Ville, et comporte plusieurs grands bâtiments et entrepôts faits de briques, de verre et de fer forgé. Le lieu propose notamment au Salon du livre, à la Foire des Antiquaires Antica Brussels, au Brussels Design Market et au Festival Couleur Café (de 1994 à 2016) tous les espaces nécessaires pour des extensions.
Jusqu'en 1897, le site de Tour et Taxis fait partie de la commune de Laeken (aujourd'hui une section de la ville de Bruxelles). Le site est alors annexé à la ville de Bruxelles et fait partie aujourd'hui de la zone postale 1000, comme le reste des faubourgs de Laeken et non de la zone postale 1020, comme le reste de Laeken.

## Historique

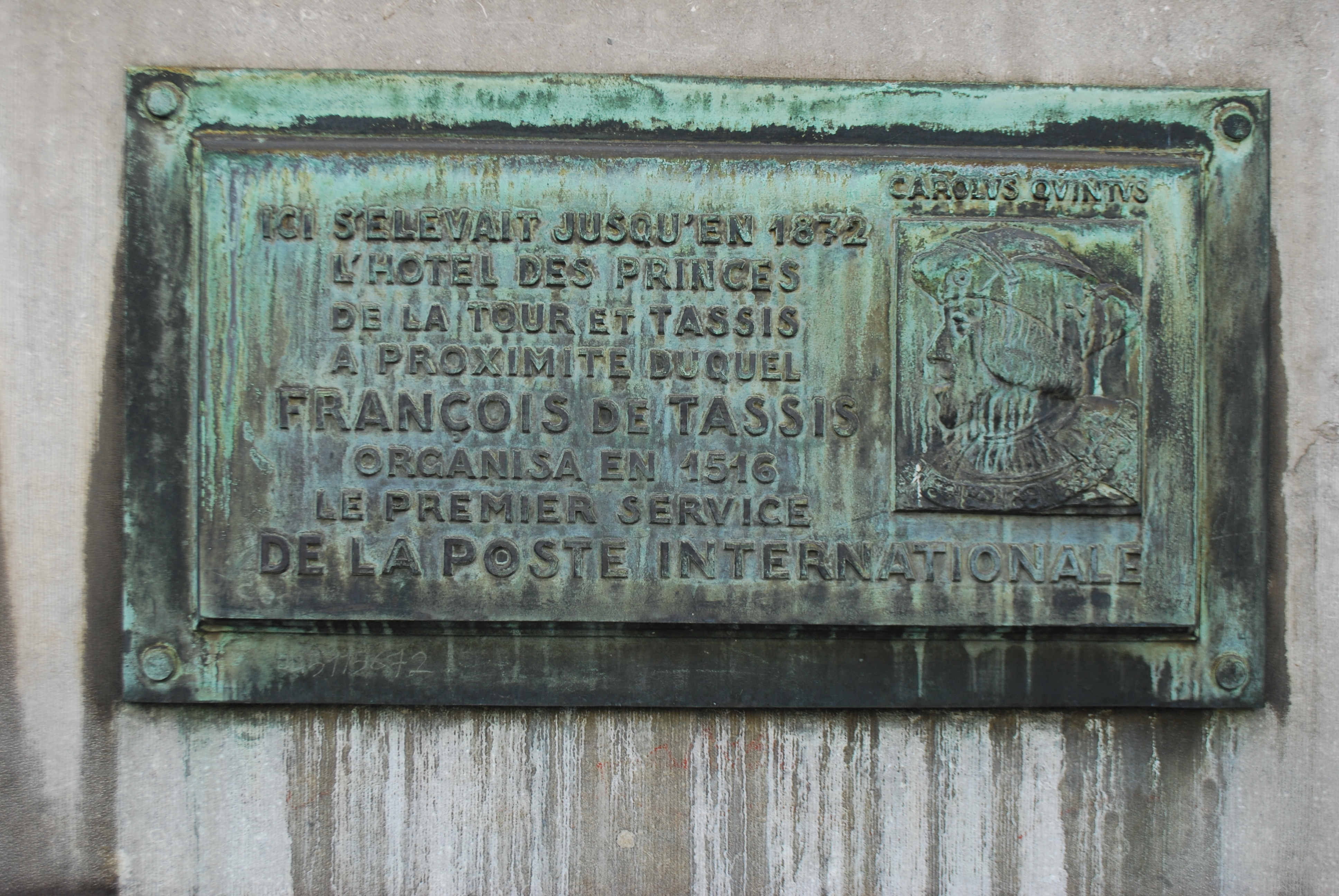
Plaque commémorative du service postal Tour et Tassis dans la rue de la Régence à Bruxelles.

Le site de Tour et Taxis a joué un rôle important dans le développement économique de Bruxelles.
Dans la longue histoire de ces terrains marécageux, certaines parcelles ont appartenu à la famille Thurn und Tassis originaire de Bergame en Italie. Cette famille a deux branches princières aujourd'hui, l'autrichienne Thurn und Taxis localisée à Ratisbonne et l'italienne (della Torre e Tasso) localisée à Duino. On raconte à tort que ces terrains avaient été utilisés en guise de pâturage pour ses chevaux de poste. Du temps du Saint-Empire romain germanique, la famille assurait déjà « la poste » de la cour, de la Vénétie et du Vatican. François del Tassis avait un château à Bruxelles et c'est alors que le roi Philippe le Beau le nomme maître des postes. Le nom de Thurn und Taxis est utilisé dès les années 1650. La famille Thurn und Taxis contrôlera les Postes impériales à partir de Bruxelles pendant deux siècles et ne déménagera vers Francfort-sur-le-Main qu'en 1704. Le nom de Thurn und Tassis, francisé en Tour et Taxis, désignait une petite rue qui traversait ces terrains, qui sera donné au site après la transformation de ces quartiers en quartiers portuaires.
À la fin du XIXe siècle, la Belgique est la 5e puissance économique d’Europe. Un accès direct à la mer grâce au canal de Willebroeck, ainsi que la forte augmentation des échanges commerciaux, engorgent le port intérieur de Bruxelles. La ville et le département des chemins de fer s'intéressent dès 1873 au site semi-marécageux qui borde le port de Bruxelles sur la rive gauche du canal de Willebroeck, à quelques centaines de mètres du point où celui-ci rejoint le canal de Charleroi. Un premier entrepôt public avait été construit à cet endroit en 1851. Une association privée, le Cercle des Installations Maritimes de Bruxelles, se crée en 1881 afin de promouvoir la création du nouveau port. La Société Anonyme du Canal et des Installations Maritimes de Bruxelles est créée en 1896 et la ville achète pour l’équivalent de 50 millions d'euros le site de Tour et Taxis.
Le site est idéal pour les développements envisagés : proche du centre de la ville, peu urbanisé, à proximité de l'ancien port, de la gare de l'Allée Verte (première gare de Belgique en 1835 sur la ligne Bruxelles-Malines), des canaux de Charleroi et de Willebroeck, des boulevards de la ville et du nouveau boulevard Léopold II.
Une série de bâtiments imposants, dont l'Entrepôt royal et ses dépendances - l'Entrepôt spécial, le hangar de transbordement, le hangar des produits dangereux et l'Hôtel des douanes - seront construits entre 1904 et 1907 sur la base des plans de l’architecte Ernest Van Humbeek. L'entrepôt était destiné au stockage des marchandises sous le contrôle de l’administration douanière belge. Le bâtiment est caractérisé par d’imposantes façades, revêtues de briques et de pierre bleue. L’épaisseur des murs et la qualité des caves permettaient un entreposage de qualité des produits.
Dans le même temps, la SNCB construit une nouvelle gare de marchandises sur le site, au plus près de la future installation portuaire. La gare maritime érigée entre 1902 et 1910 sous un immense hall de métal et de verre occupe 4 hectares, l'implantation des voies ferrées et des bâtiments permettant de charger et décharger plusieurs trains en même temps.
Dès 1911, l'ensemble de la vie économique bruxelloise liée au transport et à l’entreposage des marchandises se déplace vers le site. Tour et Taxis est en effet ce qu'on appellerait aujourd'hui une plate-forme multimodale, puisque sont associées, pour la première fois de l’histoire sur un même site de 37 hectares, les fonctions de perception des douanes, d’entreposage de marchandises et de transport, par chemin de fer, voie d’eau et route.
Cette dynamique confère une impulsion nouvelle aux quartiers voisins tels que Laeken et Molenbeek, et transforme la rive droite du canal en une véritable zone économique et industrielle. Le site est complété, en 1922, par un nouvel entrepôt constitué d’une Grande Halle et de caves. Cette même année, le nouveau port est inauguré, les travaux ayant pris du retard du fait de la Première Guerre mondiale.
Près de 3 000 personnes ont travaillé sur le site où passaient quelque 1 400 wagons par jour dans la gare, qui était une des plus importantes du pays, tandis que la capacité d'entreposage atteindra 240 000 m2 lorsqu'un centre de fret pour le trafic ferroviaire et routier s'y installe en 1958.
Pourtant, avec la levée progressive des barrières douanières européennes, la raison d'être du dépôt des douanes disparut peu à peu, tandis que le développement du transport routier mettait à mal l'activité maritime et ferroviaire. La dernière institution qui occupa le site, la Poste, le quitta en 1987, pour le laisser totalement désaffecté.

## Réaffectation difficile

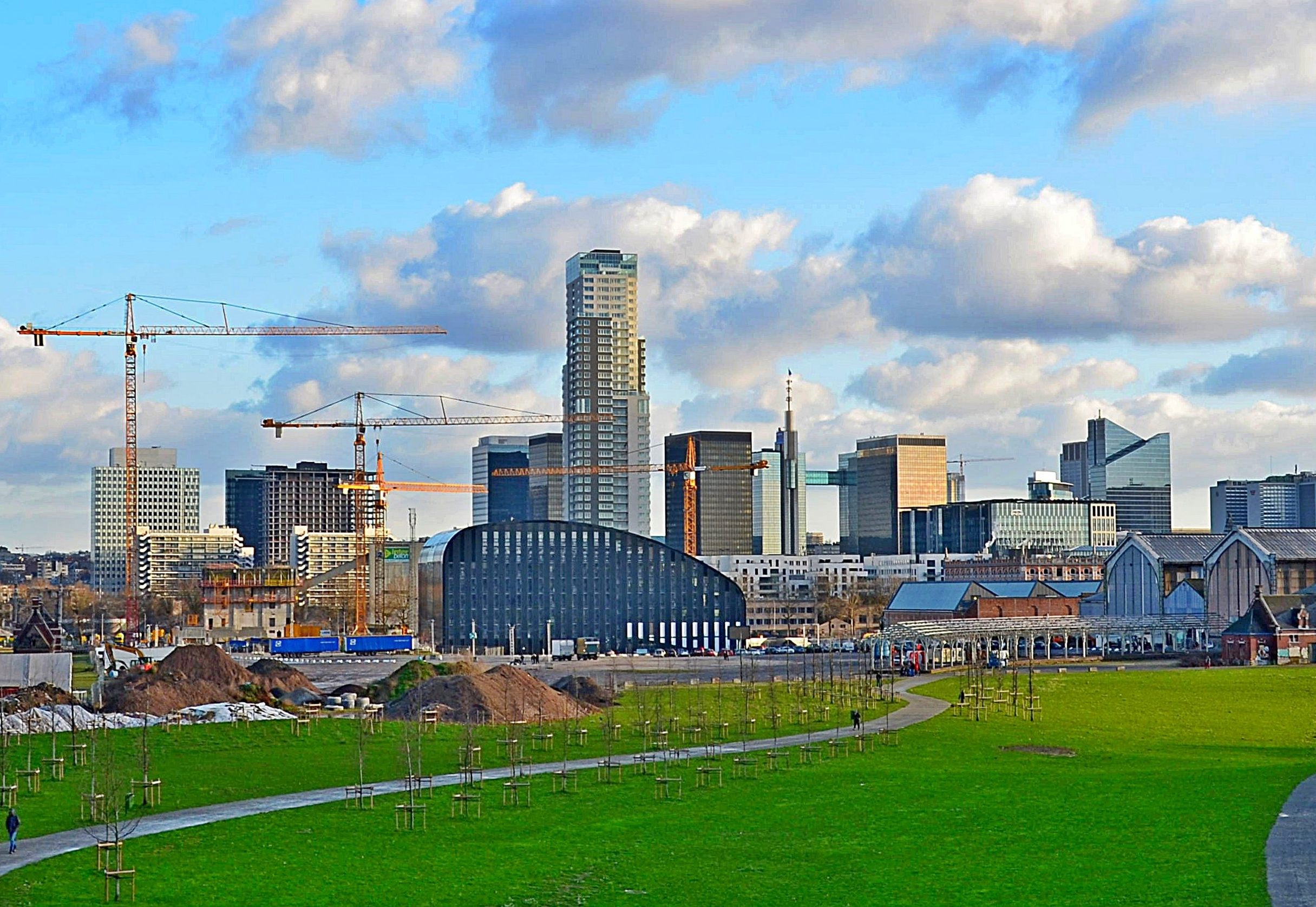
Panorama du quartier Nord, vu depuis Tour et Taxis.

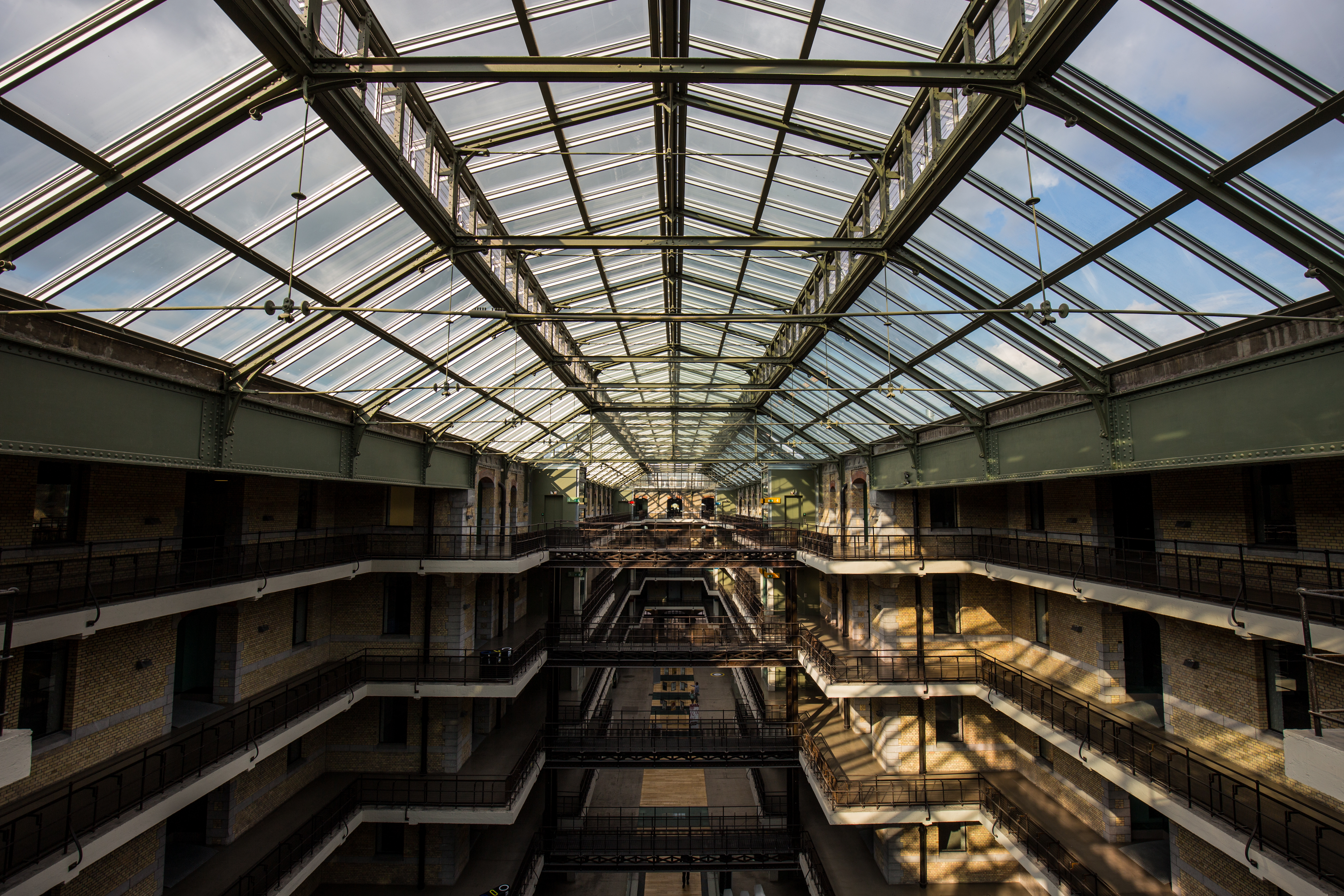
Tour et Taxis : vue intérieure de l’entrepôt.

Dès 1987, le site a été classé au plan de secteur « zone d’équipement d’intérêt collectif ou de service public ». Depuis 1988 Guido Vanderhulst, expert en patrimoine et alors directeur de La Fonderie asbl, étudie et met en valeur les qualités patrimoniales exceptionnelles de ce site, soutenu essentiellement par La Fonderie et la Commission royale des Monuments et des Sites, mais aussi par des associations nationales et internationales. Lors de comités de concertation et d'enquêtes publiques, les projets se sont succédé, principalement le projet Mussicity qui ne gardait du site que des lambeaux de patrimoine, assurait une autarcie totale au détriment des quartiers voisins à qui il garantissait le maximum de nuisances. Le site a finalement été destiné à des activités culturelles.
En définitive, le Project T&T SA, présenté par les investisseurs Ackermans & van Haaren et Robelco (réunis au sein de Project T&T SA, propriétaire du site), en discussion depuis 2001, permet d'aboutir à un accord de principe en juillet 2007. L'accord porte sur la transformation du site en une zone mixte de 30 hectares, un nouveau quartier avec logements (de 1 000 à 2 000 logements de 100 m2 de moyenne), bureaux et espaces verts, et faire de Tour & Taxis un nouveau quartier de Bruxelles qui sera relié au quartier Nord de Bruxelles par une nouvelle ligne de tram qui passera par un nouveau pont à construire sur le canal, le pont Suzan Daniel. Les projets envisagés en juillet 2007 portent sur 600 à 700 millions d'euros.
Il s'agit là d'un projet de longue haleine, mais l'Entrepôt royal, bâtiment principal du complexe, a déjà été rénové et accueille des entreprises et des commerces. Les magasins en sheds assurant 17 000 m2 sous toits, ont également été restaurés et accueillent de manière ininterrompue des foires commerciales, des salons (du livre, antiquariat...) et d'autres événements culturels ou autres.
Dans le cadre du développement de son offre ferroviaire suburbaine, la SNCB a rouvert une gare de Tour et Taxis le 13 décembre 2015.

## Accès
Le site est accessible par les stations de métro suivantes :
- Ribaucourt
- Belgica
- Pannenhuis ( Tour et Taxis)

Il est également desservi par les bus de la STIB et De Lijn, ainsi que par des navettes vers la Gare du Nord.